# Mariano Ferrandis Agulló
Mariano Ferrandis Agulló [también Marià Ferrandis i Agulló] (Valencia, 7 de enero de 1887-Chirivella, 1 de julio de 1924), fue un periodista y político valencianista español, uno de los fundadores del grupo Joventut Valencianista en 1908.
En 1915 participó también en la fundación de la Joventut Nacionalista Republicana, presidida por Álvaro Pascual-Leone Forner, Julio Just Gimeno y Francesc Puig i Espert. Cuando esta organización desapareció se reintegró a la Joventut Valencianista. Colaboró en los periódicos Las Provincias  y La Correspondencia de Valencia, especialmente en el período en que fue órgano de Unión Valencianista. Dirigió el semanario Pàtria Nova (1915) fundado con Eduardo Martínez Ferrando y realizó algunas composiciones escritas menores, firmando con el seudónimo de Marian. En 1917 fue candidato a concejal del ayuntamiento de Valencia en las elecciones municipales por el distrito del centro.